# Onthophagus gagatinus
Onthophagus gagatinus är en skalbaggsart som beskrevs av Gillet 1930. Onthophagus gagatinus ingår i släktet Onthophagus och familjen bladhorningar. Inga underarter finns listade i Catalogue of Life.